# Belumbang
Belumbang is een bestuurslaag in het regentschap Tabanan van de provincie Bali, Indonesië. Belumbang telt 1984 inwoners (volkstelling 2010).